# Marshall Field
Marshall Field (Massachusetts, 18 de agosto de 1834 - Nova Iorque, 16 de janeiro de 1906) foi empresário e filantropo estadunidense, fundador da Marshall Field's, uma das maiores cadeias de lojas de departamentos.

## Biografia
Marshall Field & Company traça seus antecedentes para uma loja de produtos secos aberta em 137 Lake Street, em Chicago, Illinois, em 1852, por Potter Palmer, (1826-1902), expositivamente chamado P. Palmer & Company. Em 1856, Marshall Field (1834-1906), de 21 anos, mudou-se para a cidade do centro-oeste de Chicago, nas margens sudoeste do lago Michigan, de Pittsfield, Massachusetts, e encontrou trabalho na maior empresa de bens secos da cidade - Cooley, Wadsworth & Company. Antes da guerra civil americana, em 1860, o campo e contador Levi Z. Leiter, (1834-1904), se tornaram parceiros juniores na empresa, então conhecida como Cooley, Farwell & Company. Em 1864, a empresa, liderada pelo sócio sênior John V. Farwell, Sr., (1825-1908), foi renomeada Farwell, Field & Company. Somente para Field e Leiter logo se retirarem da parceria com a Farwell quando apresentado com a oportunidade de uma vida.
Potter Palmer, atormentado pela saúde doente, procurava dispor de seus negócios prósperos, então em 4 de janeiro de 1865, Field e Leiter entraram em parceria com ele e seu irmão Milton Palmer. Assim, a empresa de P. Palmer & Company tornou-se Field, Palmer, Leiter & Company, com a Palmer financiando grande parte de seu capital inicial, bem como sua própria contribuição. Depois do sucesso imediato de Field e Leiter permitiram que ele o devolvesse, Palmer se retirou dois anos depois da parceria em 1867 para se concentrar em seus próprios interesses imobiliários crescentes em uma das rodovias importantes da cidade, State Street. Seu irmão, Milton Palmer, deixado neste momento também. A loja foi renomeada Field, Leiter & Company, às vezes referida como "Field & Leiter".
A compra, no entanto, não acabou com a associação de Potter Palmer com a empresa. Em 1868, Palmer convenceu Field e Leiter de arrendar um novo edifício de seis andares que acabara de construir no canto nordeste das ruas de Estado e Washington. A loja logo foi chamada de "Palácio do Mármore" devido ao seu caro rosto de pedra de mármore.
Quando o Great Chicago Fire apareceu em 8 de outubro de 1871, notícias sobre isso, uma das piores conflagrações da história dos EUA para atingir uma cidade americana, chegou aos oficiais da empresa Henry Willing e Levi Leiter, que decidiram carregar o máximo de seu custo Comercialize o mais possível em vagões e leve-o à casa de Leiter, que estava fora do caminho do fogo. Os motoristas e equipes da empresa foram ordenados para fora dos celeiros. Horace B. Parker, um jovem vendedor, correu para o porão da loja, separou caixas e construiu um incêndio na caldeira do forno para que os elevadores a vapor pudessem ser operados. Esses funcionários trabalharam febrilmente durante a noite para remover registros vitais e bens valiosos para a segurança.
Em um ponto, o tanque de gás explodiu, que apagou as luzes de gás da loja. Os homens trabalharam à luz de velas e o brilho das chamas que se aproximavam. Os funcionários tiveram bastante vapor para operar as potentes bombas da loja no porão, e os voluntários foram ao telhado e usaram as mangueiras de incêndio da loja para molhar o telhado e a parede do lado do fogo que se aproximava. No início da manhã seguinte, no entanto, as obras hidráulicas da cidade queimaram, acabando com o abastecimento de água e tornando inúmeros esforços. O último empregado mal conseguiu sair do prédio quando explodiu em chamas, disparando fogo de todas as janelas.
A loja queimou no chão. No entanto, como resultado dos esforços hercúleos dos funcionários, tanta mercadoria foi salva que a loja conseguiu reabrir em apenas algumas semanas (o Departamento de Venda por atacado em 28 de outubro e o Departamento de Varejo em 6 de novembro) em um período temporário Localização (um celeiro de bonecos de cavalos da Chicago City Railway Co. em State & 20th Streets). Seis meses depois, em abril de 1872, Field & Leiter reabriu em um prédio não queimado em Madison e Market Streets (hoje o West Wacker Drive). O vendedor Parker manteve a empresa por mais 45 anos, subindo para o nível de Gerente Geral de Vendas.
Dois anos depois, em outubro de 1873, Field e Leiter retornaram à State Street em Washington, abrindo uma nova loja de cinco andares em sua antiga localização, que agora eram arrendadas da Singer Sewing Machine Company, Palmer vendendo o site da terra para financiar o seu próprio Atividades de reconstrução. Esta loja foi expandida em 1876, apenas para ser destruída pelo fogo novamente em novembro de 1877. Sempre tenaz, Field e Leiter tinham uma nova loja temporária aberta até o final do mês em um salão de exposição no lago que alugavam temporariamente da cidade, localizado em O que é agora o site do presente Art Institute of Chicago. Enquanto isso, a empresa Singer construiu especulativamente um edifício novo, ainda maior, de seis andares sobre as ruínas de sua antiga loja de 1873, que, depois de alguma disputa, foi adquirida pessoalmente pela Field e Leiter. Field, Leiter & Company agora recuperaram sua localização tradicional na esquina nordeste de Estado e Washington pela última vez em abril de 1879.